# リトル・デーヴィッド

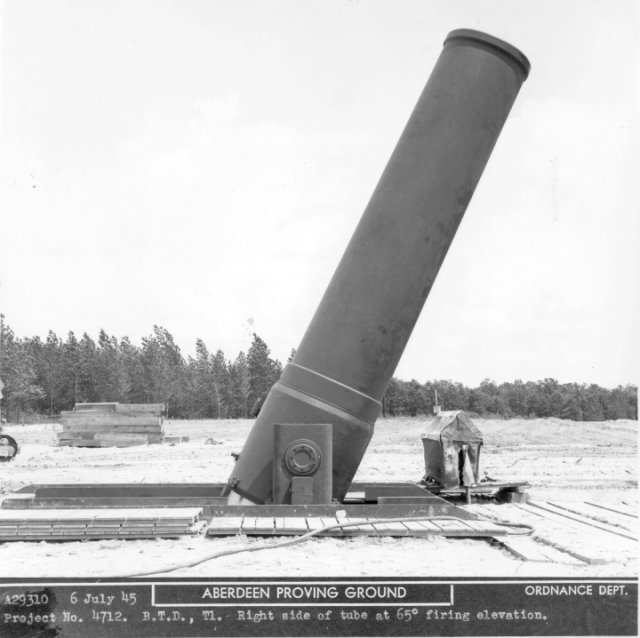
アバディーン試験場でテストが行われている際のリトル・デーヴィッド
（右側面より、砲身を＋65度の最大仰角とした状態）

リトル・デーヴィッド（英: "Little David"  914mm Mortar）とは第二次世界大戦時にアメリカ軍が開発した、世界最大の迫撃砲である。
“リトル・デーヴィッド（Little David）”とは開発時のコードネームであるが、制式化はなされなかったため、アメリカ軍装備としての制式番号はない。

## 概要
口径は36インチ（914 mm）、航空爆弾の試験装置を転用して開発されたもので、これは2025年現在においても迫撃砲としては世界最大のもので、火砲の口径としても最大のものである。
太平洋戦線で行われたいくつかの上陸作戦において、堅固な日本軍の防御陣地により大きな損害を出したことから、予定されていた日本本土上陸作戦においても、それらに対する強力な攻撃手段が必要だと考えられたことにより、1944年3月より計画が進められた。開発計画そのものは順調で、開始より4ヶ月後には試作砲が完成し、同年10月より実射テストが行われたが、移動・設置に多大な時間と手間がかかることや、1発あたりの発射にかかる時間も大きく、また砲としての射撃精度が低く射程も短いこと、砲弾にその巨大な口径に比した威力があると見なされなかったことから実用性に疑問が持たれる中、テスト中に日本が降伏したために実戦で使用されることはなかった。戦争の終結により開発計画は1946年にキャンセルされた。
試作されたリトル・デーヴィッドはメリーランド州のアメリカ陸軍兵器博物館において砲弾や移動用の車輪付き架台と共に展示されて現存している。

## 構成

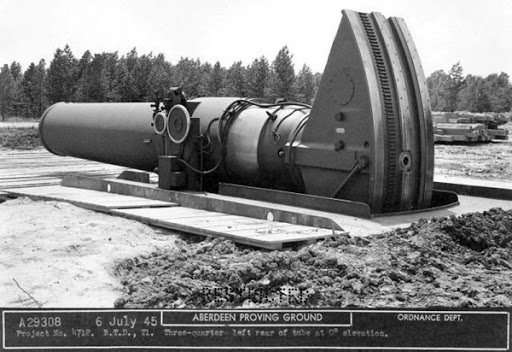
砲身を水平状態としたリトル・デーヴィッド
手前側（画像右手側）が砲尾部

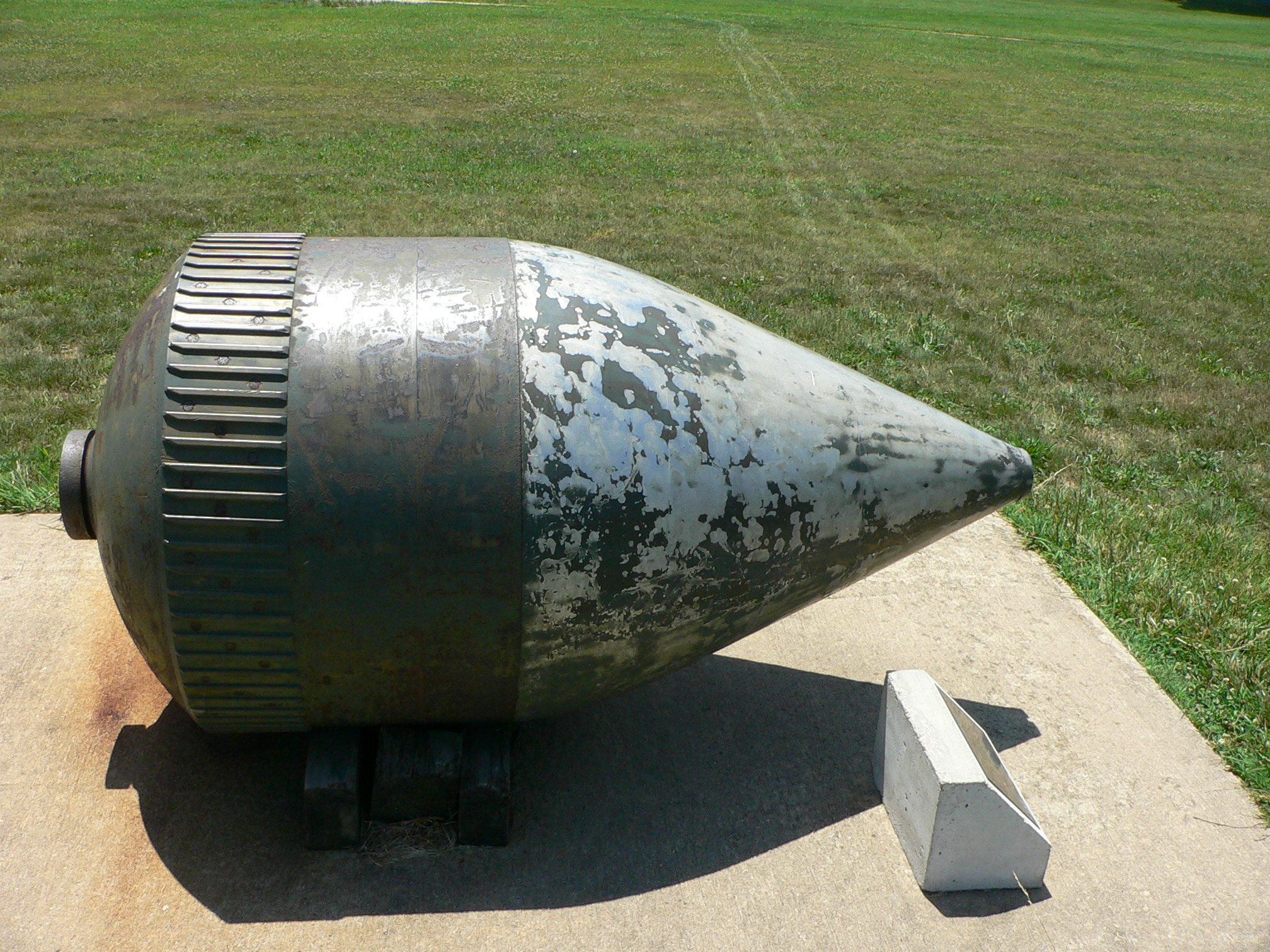
914mm T1-HE 榴弾
砲弾後端（画像左手側）の凹凸状のものが砲身の腔線と噛み合わせるための導帯

リトル・デーヴィッドは前装式・腔線式無翼砲弾型の迫撃砲で、砲身中程に揺架及び砲耳式の支持架（上部砲架）と同軸式の駐退機を持つ。一般的な迫撃砲とは異なり、砲脚と底板を持たず、支持架は箱型の下部砲架（砲台部）に左右それぞれ1本の軸で直接結合されており、これを軸に支持架を回転させることにより砲身の左右角を調節することができた。砲尾（砲身底部）は円弧状になっており、歯弧を通して下部砲架と連結されており、俯仰角はこれを用いて調整する。照準器、俯仰角及び左右角調節レバー、点火装置接続部は左上部砲架にまとめて配置されていた。
輸送する際には砲身及び上部砲架（重量80,000 ポンド（約 36,287 Kg）と下部砲架（重量93,000 ポンド（約 42,184 kg）に分割され、それぞれが2軸8輪（全輪ダブルタイヤ）の車輪を持つ専用の台車を装着し、重量物用トラクターによって牽引された。
砲を射撃状態にするためには、箱型の砲台部を地面に埋設して固定する必要があり、
1. 砲を設置する地点の地盤が砲の総重量と発射反動に耐えられることを調査・確認する
2. 設置地点を掘り下げ、砲台部が完全に収まるだけの空間と、そこに牽引車が乗り入れるためのスロープ（角度12℃）を掘削する
3. 掘削した地下部分に牽引車により下部砲架を運び込む
4. 下部砲架を設置し、牽引車を退避させ、クレーンにより台車を吊り上げて撤去する
5. 周囲を埋め戻して下部砲架を埋設する
6. 牽引車によって砲身部と上部砲架を砲台部の直上に移動させる
7. 油圧ジャッキによって砲身と砲架を支えた後、慎重に降下させて上部砲架と下部砲架を結合させる
8. 牽引車および油圧ジャッキを撤去する
という一連の作業を行い設営完了となる。
この設営作業には約12時間を要し、撤収時にも同様の時間が必要で、砲の運用のためには2台の牽引車の他に6基の油圧ジャッキ、クレーン車、油圧ショベル、ブルドーザーといった多数の土木作業用重機とその要員が必要であり、更にこれらの他に一発あたり3,700 ポンド（約1,680 kg）もある砲弾を複数個輸送するために、専用の牽引車とトレーラーが必要であった。
砲弾は迫撃砲としては珍しい分離装填方式となっており、装填は
1.砲身を水平状態にする
2.尾筒に装薬の充填された輪状の薬包を装着し、砲口より砲身内に挿入する
3.クレーンで吊り上げた弾頭を、弾頭後部の導帯と砲身内部の腔線（ライフリング）を合わせて砲口に挿入する
という手順で行った。
弾頭の挿入後、砲身に仰角をかけると弾頭と尾筒は自重により砲身内に落進し、砲尾に装填される。砲弾の装填を確認後、仰角と左右角を調整し、駐退機を伸長させ、射撃準備完了となる。なお、発砲時の危険回避のため、砲員は装弾と照準調整を済ませた後は砲より十分に離れて安全を確保し、有線式のリモコンスイッチにより点火・発射した。
発射された砲弾は最大で12 kmを飛翔し、3 mの鉄筋コンクリートを貫通し、強化されていない地面に着弾した場合には、直径約10 m、深さ約5 mの着弾孔を穿つことができた。

## 仕様
- 全長：8.534 m（28 ft）[1] ※砲身部全長
  - 砲身長：6.7056 m（22 ft）[2]
- 口径：914 mm（36 inch）
  - 口径長：7.3
- 総重量：82,808 kg[1]
- 指向角度
  - 俯仰角：+45°- +65°[1]
  - 旋回角：左右 13°[1]
- 砲弾重量：1,678.3 kg（3,700 ポンド）[1]
  - 炸薬重量：724.80 kg（1,600 ポンド）
- 砲口初速： 381 m／秒（1,250 ft／秒）[3]
- 射程：9,500ヤード（約 8,687 m）[1] ※有効射程

## その他
上述のように、本砲は航空爆弾の試験装置を転用して対日戦用に開発された、とされているが、これには異論もあり、「ドイツのジークフリート線攻略用に「爆弾試験装置」の秘匿名称で開発された」とする説があり、ドイツの軍事雑誌、『WAFFEN REVUE』に掲載されている。
しかし、この説を裏付ける公式な資料は、2016年現在では発見されていない。